# John Blake Dillon
John Blake Dillon (5 mai 1814 - 15 septembre 1866) est un écrivain et homme politique irlandais qui est l'un des membres fondateurs du mouvement Young Ireland.

## Biographie
John Blake Dillon est né dans la ville de Ballaghaderreen, à la frontière des comtés de Mayo et de Roscommon. Il est le fils d'Anne Blake et de son mari Luke Dillon (décédé en 1826), qui a été agent foncier pour son cousin Patrick Dillon, 11e comte de Roscommon. Sa nièce Anne Deane, aide à élever sa famille après sa mort.
Il fait ses études au St. Patrick's College, Maynooth, partant après seulement deux ans là-bas, ayant décidé qu'il n'était pas destiné à la prêtrise. Il étudie ensuite le droit au Trinity College de Dublin (TCD) et à Londres, avant d'être admis au barreau irlandais.
C'est pendant son séjour au TCD qu'il rencontre et se lie d'amitié avec Thomas Davis.
Alors qu'il travaille pour le journal The Morning Register, il rencontre Charles Gavan Duffy, avec qui lui et Davis fondent The Nation en 1842, qui se consacre à la promotion du nationalisme irlandais et les trois hommes deviennent des membres importants de l'Association pour l'abrogation de Daniel O'Connell, qui prône l'abrogation de l'Acte d'Union de 1800 entre la Grande-Bretagne et l'Irlande,.
La jeune aile du parti, dont ils sont des membres clés avec William Smith O'Brien et Thomas Francis Meagher, est connue sous le nom de Jeune Irlande et préconise la menace de la force pour obtenir l'abrogation de l'Acte d'Union,. Cela contraste avec le pacifisme engagé de l'aile "Old Ireland" d'O'Connell ,. Cette posture conduit finalement à la rébellion de la Jeune Irlande de 1848 où une campagne dévastée par la Grande Famine ne réussit pas à se soulever et à soutenir les rebelles,.
Après l'échec du soulèvement de Young Ireland, Dillon fuit l'Irlande, s'échappant d'abord en France et, finalement, aux États-Unis, où il s'inscrit au barreau de New York.
Dillon revient en Irlande lors de l'amnistie en 1855 et en 1865 est élu député pour Tipperary. À ce moment, il préconise une union fédérale de la Grande-Bretagne et de l'Irlande et dénonce les méthodes violentes préconisées par la Fraternité républicaine irlandaise ou le mouvement Fenian.
John Blake Dillon est mort du choléra à Killiney, comté de Dublin, à l'âge de 52 ans, et est enterré au cimetière Glasnevin, Dublin.
Il est le père de John Dillon et le grand-père de James Dillon.